# Salt Falcons
I Salt Falcons sono stati una squadra di football americano di Salt, in Spagna; fondati nel 1989, hanno vinto 1 titolo RFL.
Nel 2015 hanno cominciato a giocare in collaborazione con i Vall d'Aro Senglars; nel 2018 la collaborazione ha portato alla fusione delle due società nei Ducs Football.

## Dettaglio stagioni

### Tornei locali

#### Campionato catalano
| Stagione | regular season | regular season | regular season | regular season | regular season | regular season | playoff | playoff | playoff | playoff | playoff | playoff   | playoff        |
|          | Vin            | Par            | Per            | Tot            | PF             | PS             | Vin     | Per     | Tot     | PF      | PS      | risultato | avversaria     |
| -------- | -------------- | -------------- | -------------- | -------------- | -------------- | -------------- | ------- | ------- | ------- | ------- | ------- | --------- | -------------- |
| 2014-15  | 2              | 0              | 7              | 9              | 122            | 266            | -       | -       | -       | -       | -       | -         | -              |
| 2015-16  | 5              | 0              | 2              | 7              | 207            | 107            | 1       | 1       | 2       | 28      | 15      | Finale    | Terrassa Reds  |
| 2016-17  | 7              | 0              | 0              | 7              | 252            | 43             | 1       | 1       | 2       | 35      | 28      | Finale    | Argentona Bocs |
| 2017-18  | 3              | 0              | 4              | 7              | 104            | 130            | -       | -       | -       | -       | -       | -         | -              |
| Totale   | 17             | 0              | 13             | 30             | 685            | 546            | 2       | 2       | 4       | 63      | 43      |           |                |

Fonti: Enciclopedia del Football - A cura di Roberto Mezzetti

### Riepilogo fasi finali disputate
| Anno           | Luogo | Evento | Fase del torneo | Incontro                                          | Risultato |
| 16 aprile 2016 |       | LCFA   | Finale          | Salt Falcons/Vall d'Aro Senglars - Terrassa Reds  | 7 - 8     |
| 30 aprile 2017 |       | LCFA   | Finale          | Salt Falcons/Vall d'Aro Senglars - Argentona Bocs | 7 - 22    |

## Palmarès
- 1 RFL (1993)